# Chiang Wai Hung
Chiang Wai Hung (chinesisch 蔣偉洪; * 15. April 1976) ist ein ehemaliger chinesischer Sprinter, der international für Hongkong an den Start ging.

## Sportliche Laufbahn
Erste Erfahrungen bei internationalen Wettbewerben sammelte Chiang Wai Hung vermutlich im Jahr 1998, als er bei den Asienmeisterschaften in Fukuoka mit 10,63 s in der Vorrunde im 100-Meter-Lauf ausschied. Anschließend schied er bei den Asienspielen in Bangkok mit 10,67 s im Halbfinale über 100 Meter aus und belegte mit der Hongkonger 4-mal-100-Meter-Staffel in 40,96 s den vierten Platz. 2000 belegte er bei den Asienmeisterschaften in Jakarta in 10,58 s den siebten Platz über 100 Meter und gelangte mit der Staffel mit 57,01 s im Finale auf Rang acht. Anschließend nahm er an den Olympischen Sommerspielen in Sydney teil und schied dort mit 10,64 s in der ersten Runde über 100 Meter aus und kam mit der Staffel mit 40,15 s nicht über den Vorlauf hinaus. Im Jahr darauf schied er bei den Hallenweltmeisterschaften in Lissabon mit 6,81 s in der Vorrunde im 60-Meter-Lauf aus und im Mai belegte er bei den Ostasienspielen in Osaka in 10,57 s den fünften Platz über 100 Meter. Anschließend schied er bei den Weltmeisterschaften im kanadischen Edmonton mit 10,85 s in der Vorrunde aus. 2022 kam er bei den Asienmeisterschaften in Colombo mit 10,89 s nicht über den Vorlauf über 100 Meter hinaus und anschließend schied er bei den Asienspielen in Busan mit 10,76 s im Halbfinale aus und verpasste mit der Staffel den Finaleinzug.
2003 schied er bei den Hallenweltmeisterschaften in Birmingham mit 6,90 s in der ersten Runde über 60 Meter aus und im August kam er bei den Weltmeisterschaften in Paris mit 10,70 s nicht über den Vorlauf hinaus. Anschließend schied er bei den Asienmeisterschaften in Manila mit 10,72 s im Semifinale aus und belegte mit der Staffel in 40,07 s den fünften Platz. Im Jahr darauf belegte er bei den erstmals ausgetragenen Hallenasienmeisterschaften in Teheran in 6,81 s den vierten Platz über 60 Meter und nahm im Sommer erneut an den Olympischen Sommerspielen in Athen teil und schied dort mit 10,70 s in der ersten Runde über 100 Meter aus. 2005 kam er bei den Asienmeisterschaften in Incheon mit der Staffel im Vorlauf nicht ins Ziel und im Jahr darauf belegte er bei den Hallenasienmeisterschaften in Pattaya in 7,14 s den achten Platz über 60 Meter. Zudem schied er bei den Asienspielen in Doha mit 10,88 s im Halbfinale über 100 Meter aus und belegte mit der Staffel in 40,84 s den achten Platz. 2007 gelangte er bei den Asienmeisterschaften in Amman mit 40,59 s auf den fünften Platz im Staffelbewerb und anschließend schied er bei den Hallenasienspielen in Macau mit 6,94 s im Semifinale über 60 Meter aus. Im Juli 2009 bestritt er seinen letzten offiziellen Wettkampf und beendete daraufhin seine aktive sportliche Karriere im Alter von 33 Jahren.

## Persönliche Bestleistungen
- 100 Meter: 10,37 s (+0,9 m/s), 3. Mai 2000 in Tianjin
  - 60 Meter (Halle): 6,69 s, 19. Februar 2000 in Tianjin
- 200 Meter: 21,29 s (+0,9 m/s), 12. April 2003 in Hongkong
  - 200 Meter (Halle): 21,79 s, 18. Februar 2004 in Tianjin (Landesrekord)